# Бас профундо

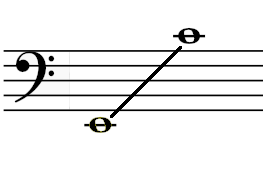

Бас профундо (італ. basso profondo) — найнижчий за звучанням тип співочого голосу. У хоровому співі називається "центральним" басом. Має глибокий і темний тембр.
Низький різновид басу. Голос має діапазон від D2, E2 (ре великої октави, ми великої октави), іноді C2 (до великої октави) до D4, E4 (першої октави, ре першої октави).
Має велику глибину та повноту звучання. Іноді співаки з цим типом голосу можуть брати нижчі і вищі ноти, ряд нот контроктави B1, A1 (си, ля контроктави), але не є робочими нотами. I в той же час підніматися до верхніх верхніх нот класичного баса F4, G4 (фа, соль першої октави), але на високих нотах втрачається звучання та гучність голосу. Відомі співаки з цим типом голосу – Максим Дормідонтович Михайлов, Іван Сергійович Паторжинський, Штоколов Борис Тимофійович, Сергій Кочетов, Аві Каплан тощо.

## Рiзновиди
Ліричний бас-профундо – це голос глибокого, але світлого тембру.  Такий тембр голосу здатний найсильніше передати емоційне забарвлення музичних творів.  Високі ноти дзвінкі та польотні, а низькі ноти менш глибокі та вільні порівняно з драматичним басом-профундо.  Робочий діапазон від мі великої октави до мі першої октави.
Драматичний бас профундо – це голос більш темного та глибокого тембру.  такого типу голоси доступні партії з нижчою тесситурой.  Високі ноти звучать важко, низькі ноти звучать повнозвучно глибоко і насичено.  Робочий діапазон голосу - від до, ре великої октави до до, ре першої октави.